# Seleniopsis
Seleniopsis is een geslacht van vlinders van de familie spanners (Geometridae), uit de onderfamilie Ennominae.

## Soorten
- S. evanescens Butler, 1881
- S. francki Prout, 1931
- S. grisearia Leech, 1897